# 喬皮馬爾卡區
喬皮馬爾卡區（西班牙語：Distrito de Chaupimarca），是秘魯的一個區，位於該國中部帕斯科大區的帕斯科省，始建於1944年11月27日，面積6.66平方公里，海拔高度4,338米，2005年人口29,101，人口密度每平方公里4,400人。